# Isotachis serrulata
Isotachis serrulata là một loài rêu trong họ Balantiopsaceae. Loài này được Sw. Gottsche mô tả khoa học đầu tiên năm 1864.